# Куп Милан Цига Васојевић 2020.
Куп Милан Цига Васојевић 2020. године био је одржан по четрнаести пут као национални кошаркашки куп Србије у женској конкуренцији. Домаћин завршног турнира била је Сурдулица 14. и 15. марта 2021. године, a све утакмице су одигране у спортској хали Основне школе „Јован Јовановић Змај”.

## Учесници
На завршном турниру учествује укупно 4 клуба, а право учешћа стекли су клубови који су се кроз квалификације пласирали у полуфинале купа.
По овом основу пласман су обезбедили Врбас, Краљево, Новосадска ЖКА и Радивој Кораћ.

## Дворана
| Сурдулица                                          | СурдулицаКуп Милан Цига Васојевић 2020. на карти Србије |
| Спортска хала Основне школе „Јован Јовановић Змај” | СурдулицаКуп Милан Цига Васојевић 2020. на карти Србије |
| Капацитет: 800                                     | СурдулицаКуп Милан Цига Васојевић 2020. на карти Србије |
|                                                    | СурдулицаКуп Милан Цига Васојевић 2020. на карти Србије |

## Полуфинале
| 14. 3. 2020. 17:00 | Извештај | Радивој Кораћ                                                       | 78 : 74 | Врбас Медела                   | Спортска хала Основне школе „Јован Јовановић Змај”, Сурдулица Гледаоци: 30 Судије: Јурас, Ивановић, Јовчић |  |
| 14. 3. 2020. 17:00 | Извештај | Четвртине: 30:19, 19:28, 19:13, 10:14                               |         |                                | Спортска хала Основне школе „Јован Јовановић Змај”, Сурдулица Гледаоци: 30 Судије: Јурас, Ивановић, Јовчић |  |
| 14. 3. 2020. 17:00 | Извештај | Поени: Томашевић 26 Скокови: Максимовић 16 Асистенције: Томашевић 5 |         | Пронић 25 Јанковић 12 Гверо 30 | Спортска хала Основне школе „Јован Јовановић Змај”, Сурдулица Гледаоци: 30 Судије: Јурас, Ивановић, Јовчић |  |

| 14. 3. 2020. 20:00 | Извештај | Краљево                                                      | 75 : 69 | Новосадска ЖКА                            | Спортска хала Основне школе „Јован Јовановић Змај”, Сурдулица Гледаоци: 40 Судије: Смиљанић, Љубић, Николић |  |
| 14. 3. 2020. 20:00 | Извештај | Четвртине: 13:11, 21:18, 25:10, 16:30                        |         |                                           | Спортска хала Основне школе „Јован Јовановић Змај”, Сурдулица Гледаоци: 40 Судије: Смиљанић, Љубић, Николић |  |
| 14. 3. 2020. 20:00 | Извештај | Поени: Пјер Луис 15 Скокови: Живановић 9 Асистенције: Хил 10 |         | Мршић 22 Роглић, Миросављев 7 Радуловић 4 | Спортска хала Основне школе „Јован Јовановић Змај”, Сурдулица Гледаоци: 40 Судије: Смиљанић, Љубић, Николић |  |

## Финале
| 15. 3. 2021. 18:00 | Извештај | Радивој Кораћ                                                         | 73 : 76 | Краљево                      | Спортска хала Основне школе „Јован Јовановић Змај”, Сурдулица Гледаоци: 40 Судије: Јурас, Смиљанић, Ивановић |  |
| 15. 3. 2021. 18:00 | Извештај | Четвртине: 21:15, 11:17, 19:13, 22:31                                 |         |                              | Спортска хала Основне школе „Јован Јовановић Змај”, Сурдулица Гледаоци: 40 Судије: Јурас, Смиљанић, Ивановић |  |
| 15. 3. 2021. 18:00 | Извештај | Поени: Томашевић 23 Скокови: Томашевић 7 Асистенције: Вукосављевић 10 |         | Пјер Луис 16 Гобељић 7 Хил 6 | Спортска хала Основне школе „Јован Јовановић Змај”, Сурдулица Гледаоци: 40 Судије: Јурас, Смиљанић, Ивановић |  |

| Победник Купа Милан Цига Васојевић 2020. |
| ---------------------------------------- |
| ЖКК Краљево 1. титула                    |